# ジェームズ・クラッグス (1686-1721)

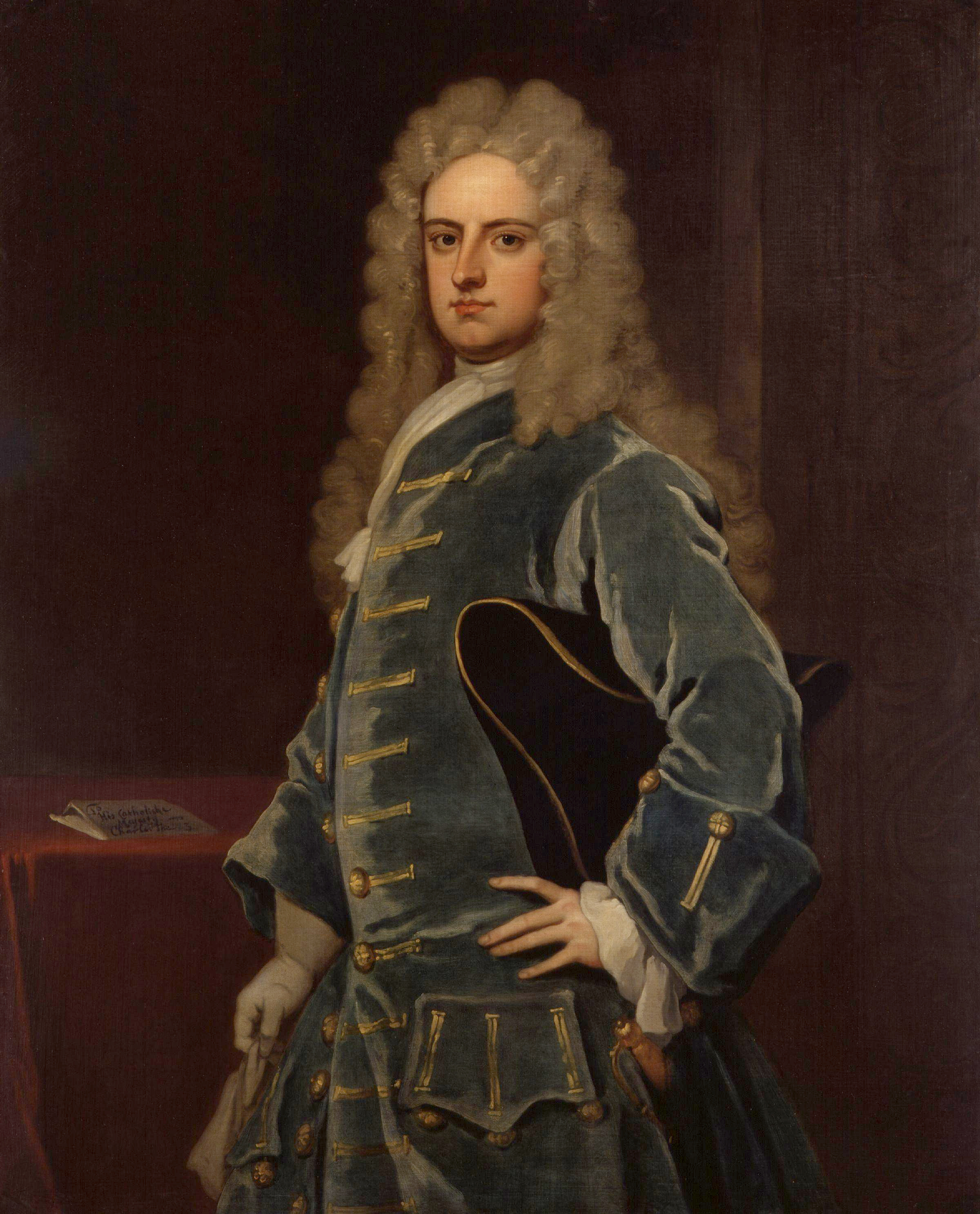
ジェームズ・クラッグスの肖像画、ゴドフリー・ネラー作、1708年頃。

ジェームズ・クラッグス（英語: James Craggs the Younger PC、1686年4月9日 - 1721年2月16日）は、グレートブリテン王国の政治家。

## 生涯
1686年4月9日、ジェームズ・クラッグスの次男としてシティ・オブ・ウェストミンスターで生まれた。チェルシーの学校で学んだが、卒業する前に大陸ヨーロッパへのグランドツアーに出かけ、1703年から1704年にかけてイタリアを、1706年にドイツを旅した。道中でハノーファーとトリノの宮廷を訪れ、前者では長く留まって、ゾフィア・シャルロッテ・フォン・キールマンゼックの影響力を通じてハノーファー選帝侯ゲオルク・ルートヴィヒ（後のイギリス王ジョージ1世）に気に入られた。1708年4月8日に在スペインイギリス特命公使ジェームズ・スタンホープの秘書官に任命された後、同年9月29日に在スペインイギリス使節（resident）に任命された。これはスタンホープが戦役により不在のとき、その代理を務められるようにするためだったが、同時にスタンホープ、フランドル戦役にかかりきりの初代マールバラ公爵ジョン・チャーチル、そして本国政府の間の密使になるという理由もあった。しかし、1710年にトーリー党が政権を掌握したため、マールバラ公爵に近しいクラッグスは失脚を予想、実際に1710年10月に帰国した後は1711年4月に短期間特命公使に昇格したもののスペインに戻ることはなかった。
1713年4月にトレゴニー選挙区の補欠選挙に出馬して、77票対83票で惜敗したが、同年9月の総選挙では無投票で当選して庶民院議員になった。アン女王の死から数か月後にプリンス・オブ・ウェールズの会計長官に任命された。1715年1月の総選挙では無投票で再選、1717年4月13日にはウィリアム・パルトニーの後任として戦時大臣に就任した。さらに1718年3月16日にはジョゼフ・アディソンの引退を受けて南部担当国務大臣に就任、同日に枢密顧問官に任命された。
このように出世街道一直線で、庶民院でも弁論でロバート・ウォルポールと渡り合える実力を持つクラッグスであったが、南海泡沫事件により名声を失った。この事件において、後の調査により多くの議員や第3代サンダーランド伯爵チャールズ・スペンサー、ケンダル女公爵とダーリントン女伯爵といった宮廷のドイツ人女性、さらに父などが南海会社から会社の株式を受け取っていたことが明らかになった。クラッグス自身は株式を受け取っておらず、1721年1月4日には事件に関連してウィリアム・シッペンと庶民院で激論を繰り広げたが、その数週間後に天然痘を患い、1721年2月16日に死去した。この日はまさしく庶民院の秘密調査委員会が1通目の報告書を発表し、これらの株式受け取りが明らかになった日だった。3月1日にウェストミンスター寺院のヘンリー7世チャペルに埋葬された。

## 家族
生涯未婚であったが、ハリオット（Harriot、1714年ごろ – 1769年）という庶出の娘がいる。ハリオットは1726年3月4日にリチャード・エリオットと結婚、2人の長男エドワードは1784年にエリオット男爵に叙された後、1789年4月15日にはクラッグスの姓を名乗る許可を受けた。ハリオットはジョン・ハミルトンと結婚したが、ハミルトンは1755年12月18日にポーツマスで溺死した。ハリオットとハミルトンの間で生まれた息子ジョンは後にアバコーン侯爵に叙された。

## 評価
同時代の文人アレキサンダー・ポープやジョン・ゲイ、政治家のジョゼフ・アディソンから称えられたが、ホレス・ウォルポールはクラッグスを「派手に話す男」と評したという。

## 関連図書
- Handley, Stuart (8 January 2009) [2004]. "Craggs, James, the younger". Oxford Dictionary of National Biography (英語) (online ed.). Oxford University Press. doi:10.1093/ref:odnb/6568。 (要購読、またはイギリス公立図書館への会員加入。)